# HC Nuenen
HC Nuenen (HCN) is een Nederlandse hockeyclub uit Nuenen.

## Geschiedenis
De club werd opgericht op 2e Pinksterdag 24 mei 1942 door Frans Linders, Dora van Overbruggen, Tiny Raessens, Sjef van Santvoort, Jeanette Smeulders, Piet van de Ven en Cees Verhoeven. In eerste instantie ging de hockeyclub Swift heten, maar in september 1942 werd de naam gewijzigd in HC Nuenen. Voordat de club over eigen velden kon beschikken werd er afwisselend gebruikgemaakt van weilanden en van de velden van de RKSV Nuenen.
Heren 1 speelt in het seizoen 2012/2013 in de tweede klasse en dames 1 speelt in de eerste klasse. De club is gevestigd op sportpark De Lissevoort, waar onder meer ook tennisbanen en honkbalvelden liggen.
Vanaf het seizoen 2015/2016 wordt een van de zandvelden ingeruild voor een waterveld.

## Tenue
Bij de oprichting had men besloten de heren in een rood shirt met een witte broek te laten spelen en de dames een wit shirt met een rode rok. In de oorlog was het echter nauwelijks mogelijk om dergelijke shirts te bestellen. Daarop verfden de dames de witte shirts van de heren rood. Via een relatie van oprichter Sjef van Santvoort kregen de heren blauwe shirts aangeboden. Dat gaf de clubkleuren vervolgens een vaderlands tintje rood/wit/blauw. Sindsdien bestaat de situatie dat de heren spelen in een blauw shirt, witte broek, blauwe kousen en de dames een rood wit shirt, rode rok en rode kousen.